# Grotte de Morne-Rita
Die Grotte de Morne-Rita ist eine archäologische Stätte mit Höhlenmalerei an der Stelle «Mathurine» in Capesterre-de-Marie-Galante auf der Insel Marie-Galante im Département Guadeloupe in den Französischen Antillen. Die Stätte stammt aus Mésoindischer Zeit (Arawak). Sie ist seit 1983 als Monument historique eingestuft.

## Geschichte
Die offene natürliche Höhle, die Anfang der 1970er Jahre entdeckt wurde, war ein Lebensraum einer vielfältigen endemischen Fauna, deren Ursprünge bis in die Zeit vor 30.000 Jahren zurückreichen, bevor zwischen 800 und 1500 die ersten amerindianischen Siedlungen auf der Insel Marie-Galante in der sogenannten „Recent Ceramic“-Ära entstanden. Die Stätte enthält 142 ziemlich einfache anthropomorphe Petroglyphen. Auf einem der Gesichter sind Tränen schwarz aufgemalt. In Morne-Rita wurde ein Begräbnis aus der Zeit um 2.500 v. Chr. entdeckt, das älteste Zeugnis einer Besiedlung in Guadeloupe.
Die Mourne-Rita-Höhle ist Eigentum des Office national des forêts (ONF) und wurde am 30. Mai 1983 als historisches Denkmal eingestuft.
Seit ihrer Entdeckung ist es eine für die Öffentlichkeit geschlossene Stätte, die der archäologischen Forschung gewidmet ist. Die jüngsten Untersuchungen wurden von 2012 bis 2015 unter der Leitung von Pierrick Fouéré durchgeführt.

## Galerie

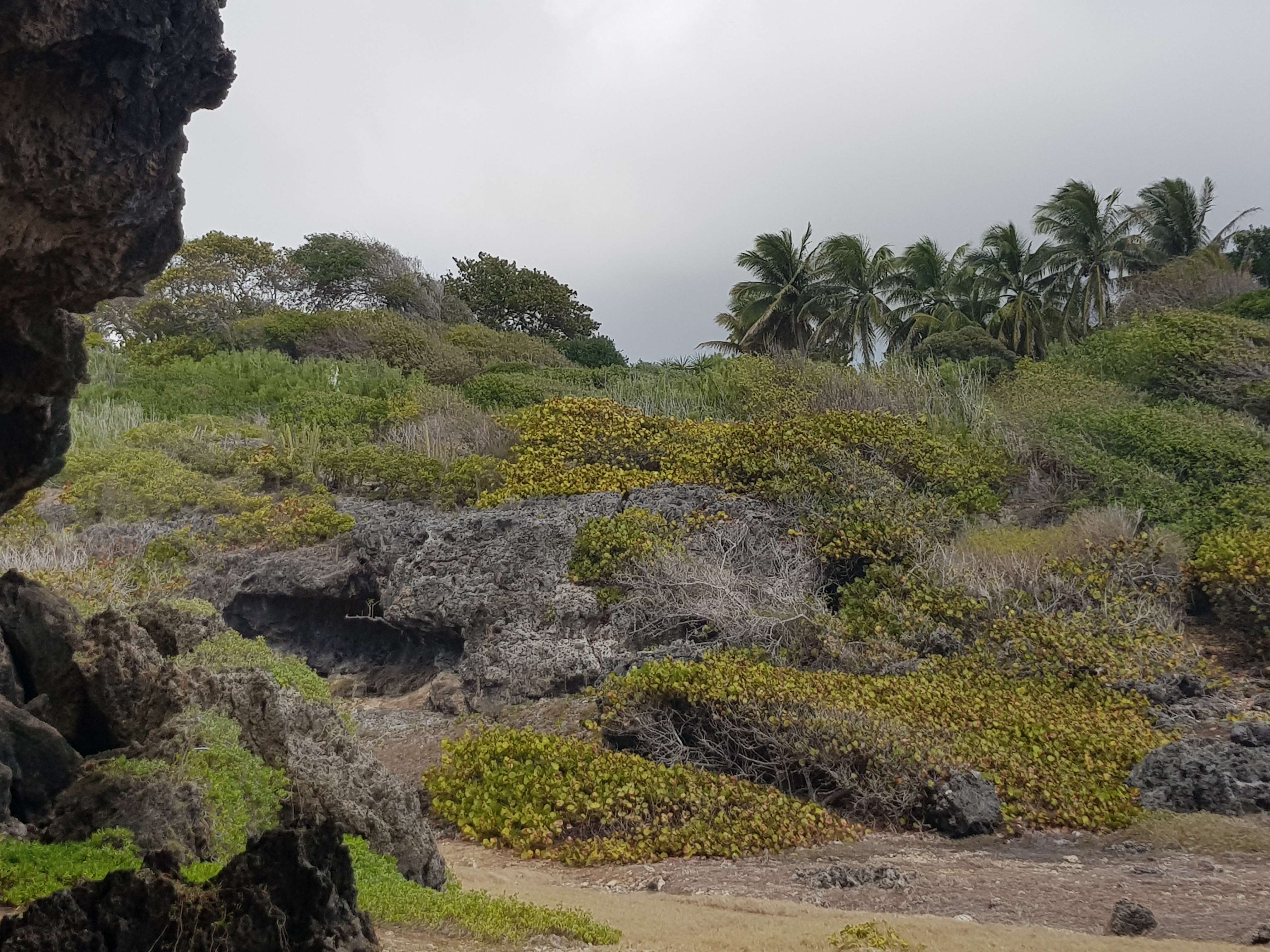
Morne-Rita, der Berg, in dem die Grotte liegt
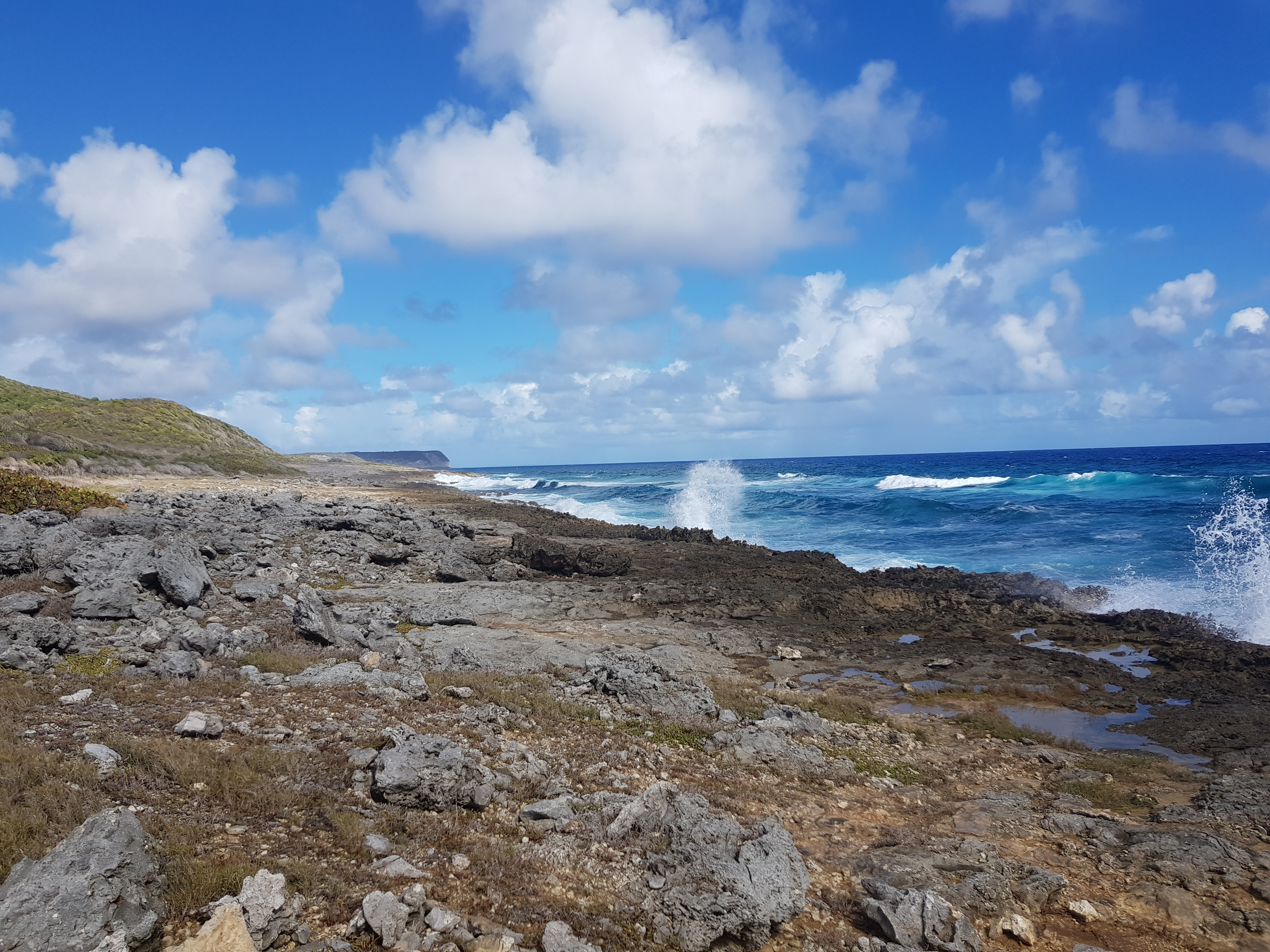
Umgebung von Morne-Rita
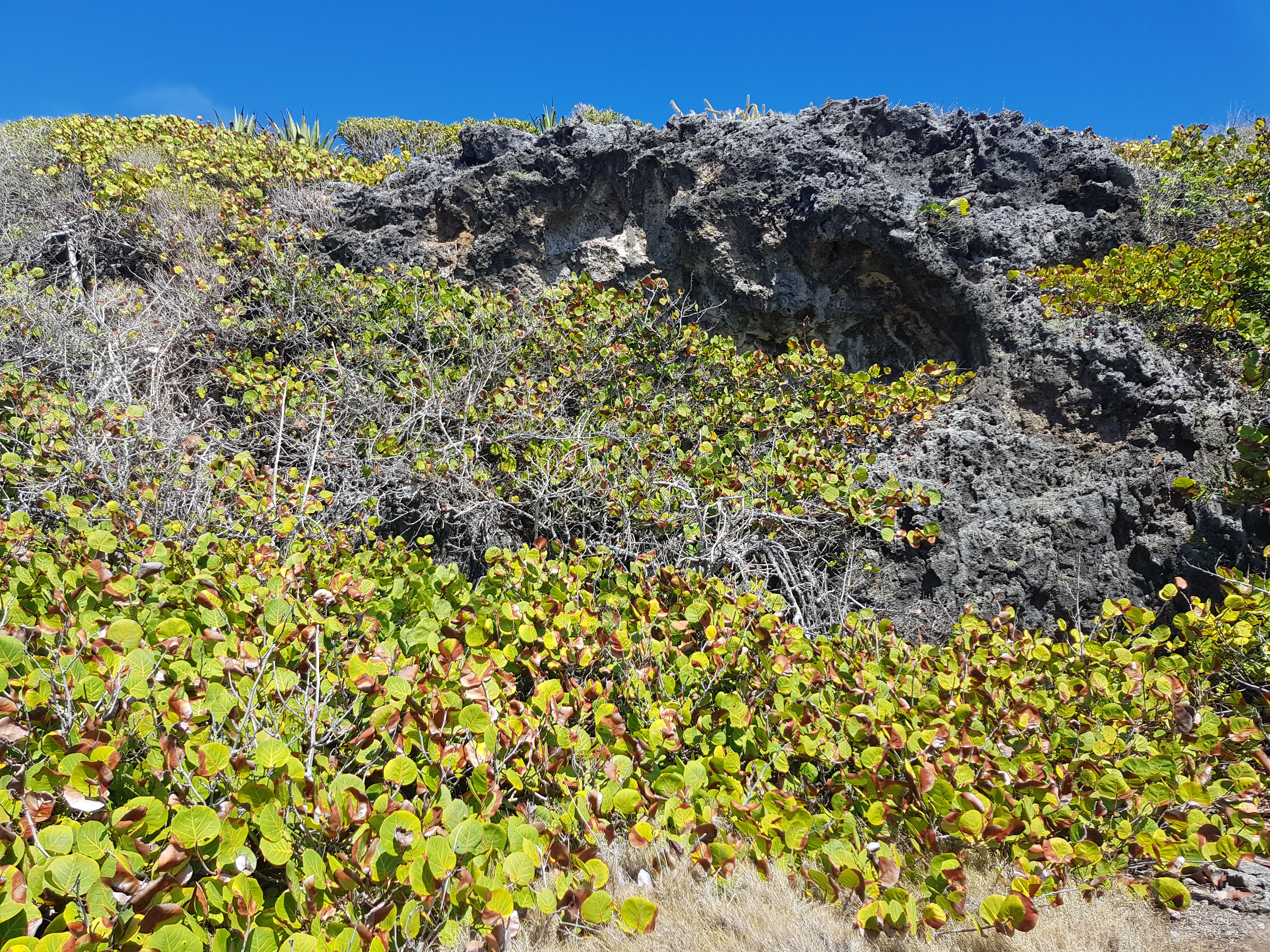
Morne-Rita